# Frédéric Bettex
Pour les articles homonymes, voir Bettex.
Jean Frédéric Bettex (né le 9 avril 1837 à Étoy, Vaud, Suisse et mort le 14 septembre 1915 à Allmannsdorf, Bade-Wurtemberg, Allemagne) était un enseignant et écrivain apologétique suisse.

## Biographie
Fédéric Bettex, fils d'un pasteur évangélique réformé, a fait ses études dans le Wurtemberg et a étudié les mathématiques, les sciences naturelles et l'histoire de l'art à Tübingen.
Il a été professeur en Écosse et pendant 27 ans. Professeur de langue et de dessin au Protestant Daughters Institute de Stuttgart. Le roi de Wurtemberg lui a décerné le titre de professeur.
En 1902, il abandonne son poste d'enseignant et s'installe à Überlingen sur le lac de Constance.
Le Bettex s'est fait connaître pour ses livres apologétiques, qui reflètent également de solides connaissances scientifiques et historiques. Ils ont été traduits dans différentes langues dont le français,.

## Ouvrage
- La religion et les sciences de la nature (1898)